# Выселки (Белгородская область)
Вы́селки — посёлок в Красногвардейском районе Белгородской области. Входит в состав Веселовского сельского поселения.

## География
Посёлок находится на расстоянии 12 км к юго-западу от города Бирюч, административного центра района.

### Часовой пояс
Посёлок Выселки как и вся Белгородская область, находится в часовой зоне МСК (московское время). Смещение применяемого времени относительно UTC составляет +3:00.

## Население
| 2002 | 2010 |
| ---- | ---- |
| 0    | →0   |